# خط طول 13° غرب
خط طول 13° غرب هو أحد خطوط الطول الجغرافية، والتي تمتد من القطب الشمالي الجغرافي إلى القطب الجنوبي الجغرافي، وحسب التحويل الزمني يتأخر خط طول 13° غرب عن خط غرينتش بـ52 دقيقة.

## من القطب إلى القطب
ينطلق خط طول 13° غرب من القطب الشمالي نحو القطب الجنوبي مرورا بالمناطق التي ترد في الجدول التالي:
| الإحداثيات                         | البلد أو الإقليم أو البحر | ملاحظات |
| ---------------------------------- | ------------------------- | --- |
| 90°0′N 13°0′W / 90.000°N 13.000°W  | المحيط المتجمد الشمالي    | |
| 81°42′N 13°0′W / 81.700°N 13.000°W | جرينلاند                  | |
| 81°6′N 13°0′W / 81.100°N 13.000°W  | المحيط الأطلسي            | |
| 27°50′N 13°0′W / 27.833°N 13.000°W | المغرب                    | |
| 27°40′N 13°0′W / 27.667°N 13.000°W | الصحراء الغربية           | تملكه المغرب |
| 23°9′N 13°0′W / 23.150°N 13.000°W  | موريتانيا                 | |
| 15°29′N 13°0′W / 15.483°N 13.000°W | السنغال                   | |
| 12°28′N 13°0′W / 12.467°N 13.000°W | غينيا                     | |
| 9°6′N 13°0′W / 9.100°N 13.000°W    | سيراليون                  | |
| 8°14′N 13°0′W / 8.233°N 13.000°W   | المحيط الأطلسي            | |
| 7°36′N 13°0′W / 7.600°N 13.000°W   | سيراليون                  | Turtle Islands |
| 7°35′N 13°0′W / 7.583°N 13.000°W   | المحيط الأطلسي            | مرورا بغرب Inaccessible Island, تريستان دا كونا, إقليم سانت هيلانة وتوابعه (في 37°18′S 12°43′W / 37.300°S 12.717°W) |
| 60°0′S 13°0′W / 60.000°S 13.000°W  | المحيط الجنوبي            | |
| 71°46′S 13°0′W / 71.767°S 13.000°W | القارة القطبية الجنوبية   | أرض الملكة مود, المطالب الإقليمية بالقارة القطبية الجنوبية by النرويج                                               |